# Cerationotum cuneipennis
Cerationotum cuneipennis är en insektsart som beskrevs av Burckhardt och Lauterer 1989. Cerationotum cuneipennis ingår i släktet Cerationotum och familjen rundbladloppor.
Artens utbredningsområde är Nigeria. Inga underarter finns listade i Catalogue of Life.